# 立川談大
立川 談大（たてかわ だんだい、本名：桜井 達男、1974年〈昭和49年〉7月6日 - 2010年〈平成22年〉11月4日）は、元落語家。落語立川流所属で、死去時は二ツ目。

## 来歴
1974年7月6日、茨城県出身。1997年5月、22才の時に七代目立川談志に入門する。
2002年5月、「二ツ目への昇進意欲が感じられない」として、前座5名（立川キウイ、立川志加吾、立川談修、立川談号、立川談吉）と共に破門を言い渡される。
2003年5月、復帰試験が行われたが不合格となる。
2004年1月、立川キウイと共に、一門の新年会席上で再度復帰試験を受ける。厳しい意見が相次いだが、前座としての復帰という条件を談志が提示。談志の意を汲んだ立川談四楼・立川志の輔らの後押しにより、前座として一門に復帰する。
2007年7月に立川キウイ、泉水亭錦魚、立川平林、立川吉幸、立川談奈、立川らく里、立川志らべ、立川らく次と共に二ツ目に昇進。
若手落語家として将来が有望視されていたが、2010年10月27日、自宅でくも膜下出血で倒れたところを病院に搬送された。談志を羽田空港まで車で送った後、自宅に戻り異変に気づき自分で救急車を呼んだあと、弟弟子の泉水亭錦魚（現・立川小談志）に電話をかけたところで救急隊員が到着した。11月4日、そのまま意識は戻らず東京都内の病院にて死去。36歳没。
師匠である談志は「ああ、談大無念也。お前は俺の弟子なのだ、バカヤロウ。」と追悼のコメントを寄せた。
11月14日、日暮里ホテルラングウッドで「お別れの会」が開かれ、談志をはじめ志の輔・志らく・談春・談笑ら一門のほぼ全員が顔をそろえた。会場では談大の高座映像「だくだく」が流れて、照れ屋で優しかった故人の在りし日を偲んだ。
生前本人が独演会を開催する予定で押さえていたお江戸上野広小路亭では、11月27日に「セニョール立川談大～信じられないよ～」（出演：立川左談次、三遊亭遊喜、柳家小蝠、瀧川鯉太、立川吉幸、泉水亭錦魚、立川らく次、立川こはる）、12月25日に「グラシアス立川談大～お前はオシャレなタレントだった」（出演：立川談四楼、立川談笑、立川キウイ、立川らく里ほか）が開かれ、笑いの中に故人を偲んだ。

## 芸歴
- 1997年5月∶七代目立川談志に入門、前座名は「談大」。
- 2002年5月∶破門される。
- 2004年1月∶復帰。
- 2007年7月∶二ツ目昇進[1][2]。
- 2010年11月4日∶死去。

## その他
- 出囃子として使っていた『ふしぎなポケット（作曲：渡辺茂）』は、立川こはるが受け継いで使っている。
- 立川流の若手落語家五人（談大、立川吉幸、泉水亭錦魚（現：立川小談志）、立川談奈（現：立川左平次）、立川らく次)による落語会「五人囃子の会」は、談大没後も会の名前を変えずに2021年現在開催を継続している。